# Kirche am Markt (Hamburg-Niendorf)

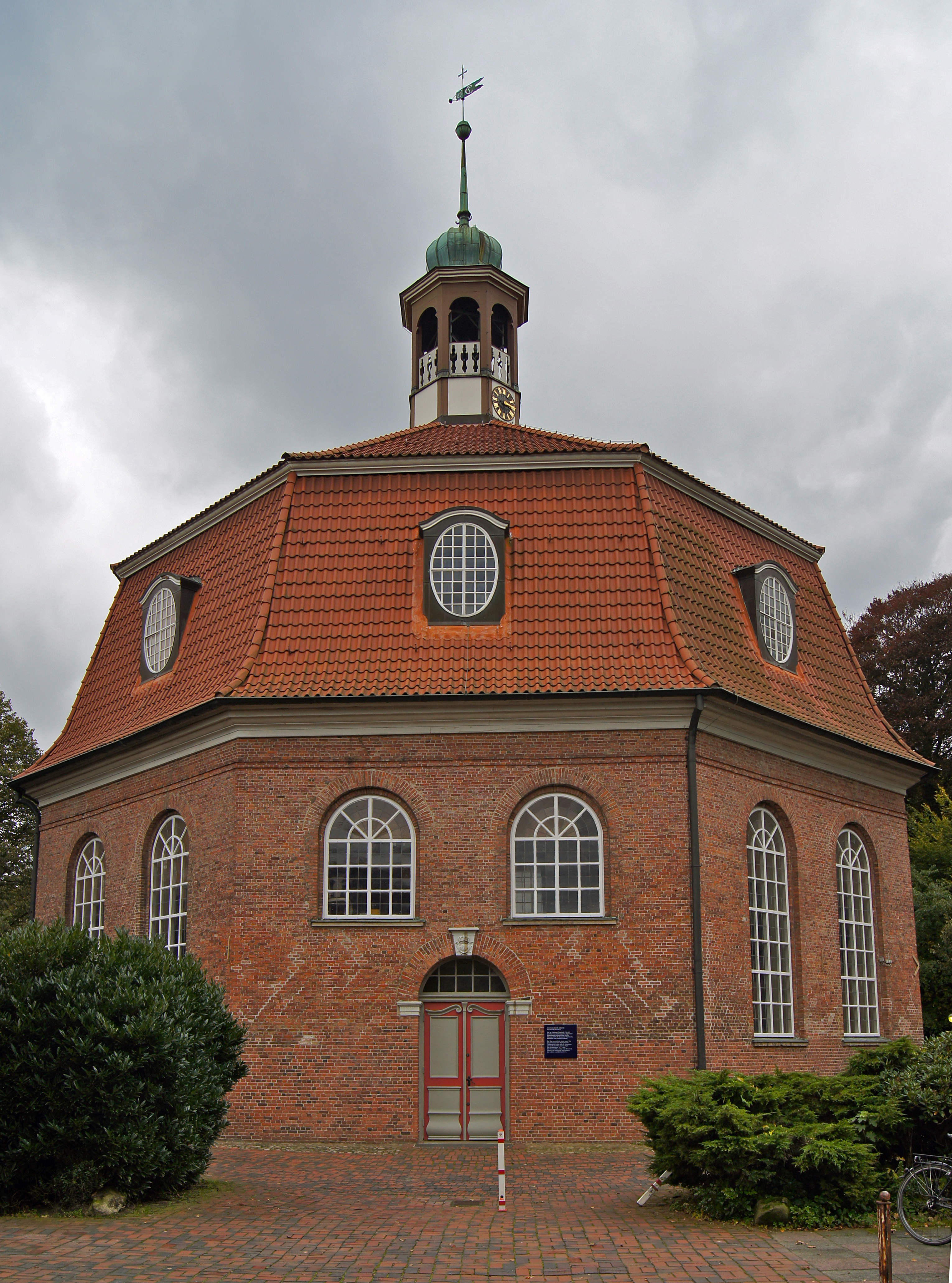
Die Kirche am Niendorfer Markt

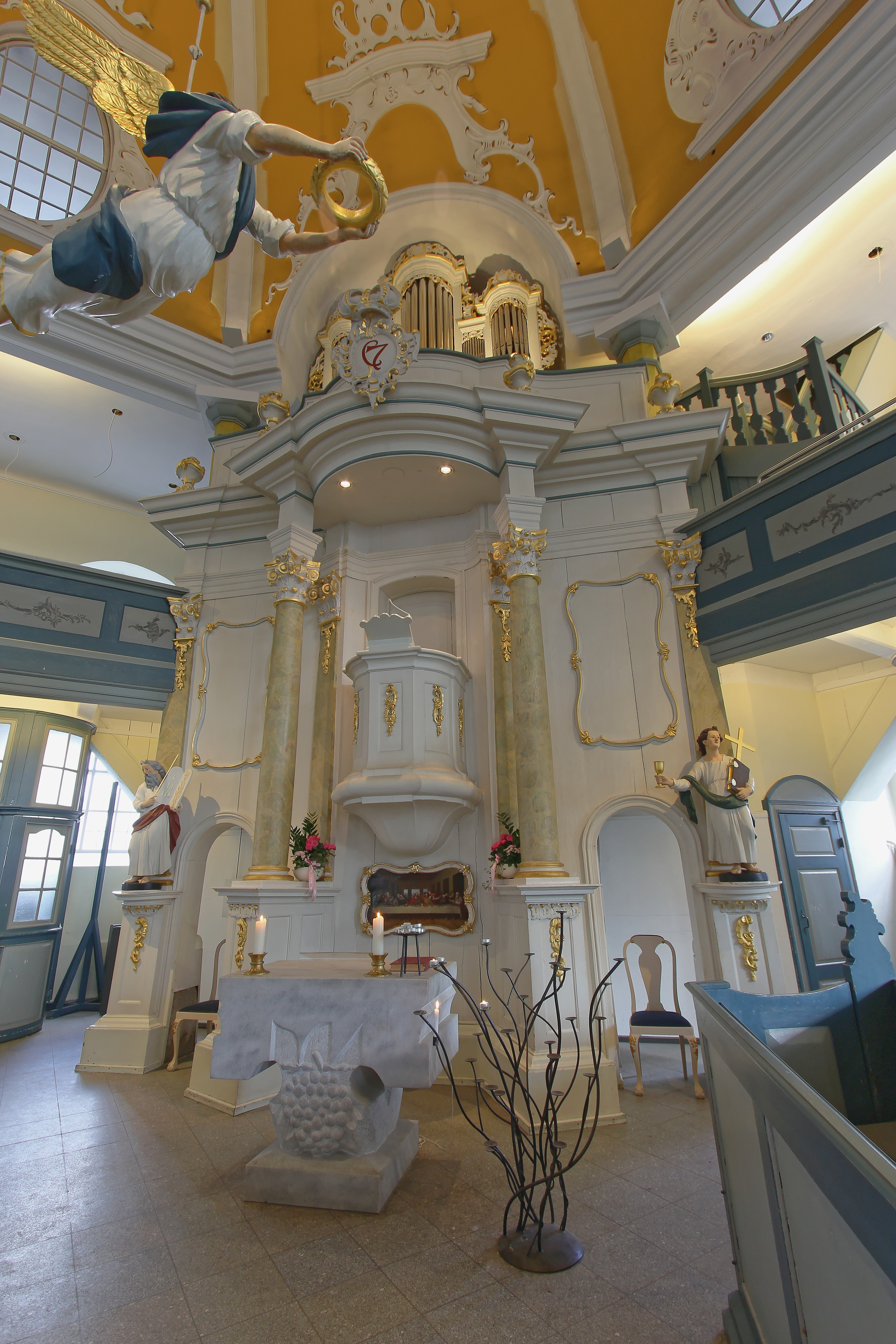
Blick auf den Kanzelaltar mit Orgel und Taufengel

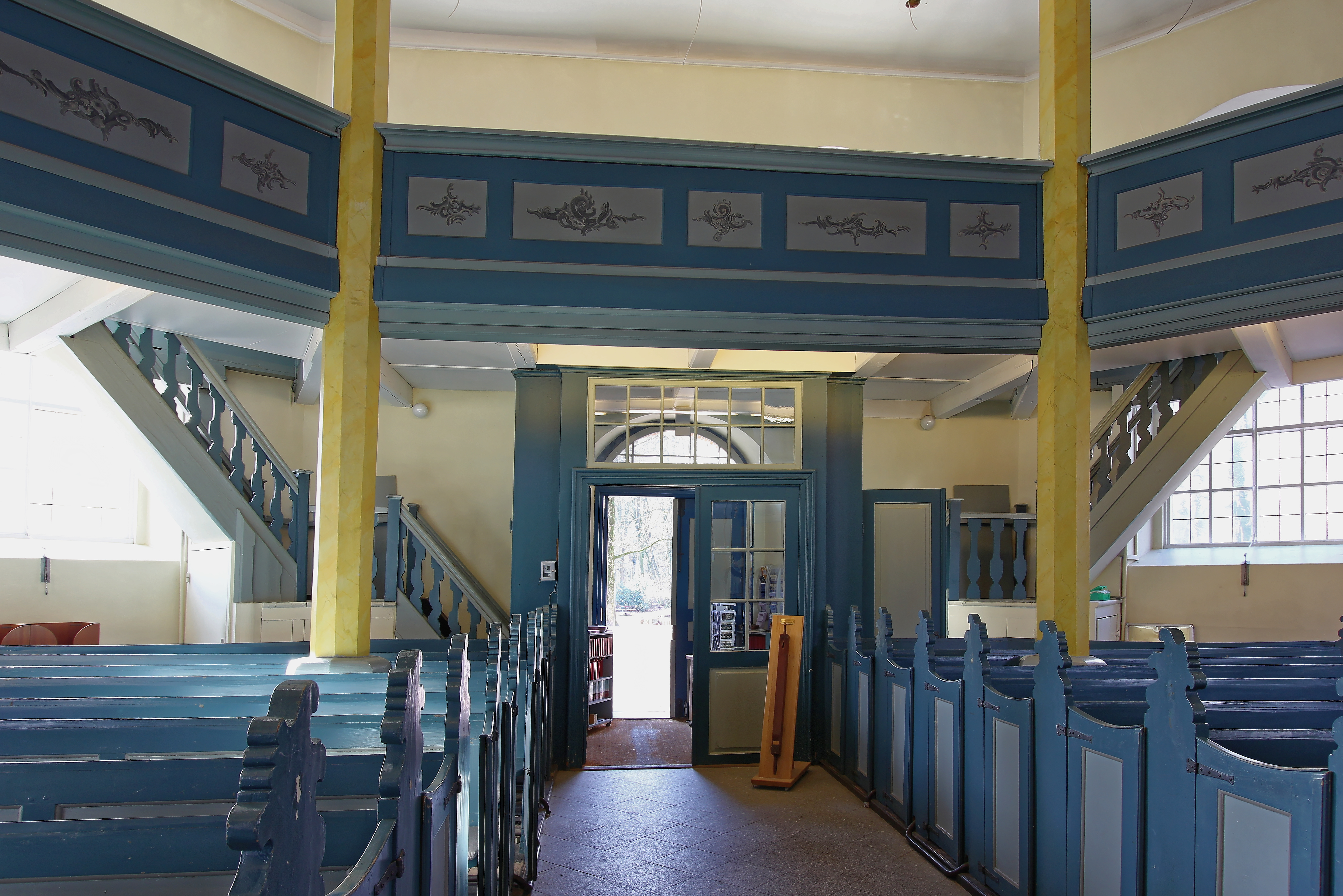
Haupteingang aus dem Innenraum gesehen

Die evangelisch-lutherische Kirche am Markt in Hamburg-Niendorf ist neben der Gnadenkirche im Karolinenviertel der zweite sakrale Zentralbau im Hamburger Stadtgebiet und gilt nach dem Michel als bedeutendstes Barockbauwerk der Stadt.

## Vorgeschichte
Das Dorf Niendorf gehörte zur Grafschaft Holstein-Pinneberg, bis diese 1640 dem unter dänischer Verwaltung stehenden Herzogtum Holstein angegliedert wurde. Um die Anerkennung der Reichsstadt Hamburg und die Hoheitsrechte der Gebiete im Norden der Hansestadt gab es bald einen langen Streit mit dem dänischen Königshaus, der in den Jahren 1768/1769 unter der Herrschaft Christian VII. schließlich zum so genannten Gottorper Vergleich führte. Dieses Vertragswerk sah unter anderem vor, dass das benachbarte Eppendorf kirchlich zu Hamburg gehören, Niendorf und fünf weitere Dörfer jedoch in dänischem Besitz bleiben sollten. Durch die Trennung waren die Dörfer rund um Niendorf von ihrer Stammkirche St. Johannis in Eppendorf abgeschnitten und so wurde bald nach Vertragsabschluss ein Kirchenneubau notwendig.

## Architektur und Bau der Kirche
Für den Bau der Niendorfer Kirche verpflichtete man den Architekten Heinrich Schmidt, der das neue Gebäude nach den Vorbildern – und damals möglicherweise noch vorhandenen Plänen – von Cay Doses Rellinger Kirche und der Kirche in Brande-Hörnerkirchen entwarf. Die achteckige, von 1769 bis 1770 geschaffene Niendorfer Marktkirche entspricht dem Idealbild eines evangelischen Gotteshauses des 18. Jahrhunderts, in dem die Gläubigen von überall eine gleich gute Sicht zur beherrschenden Kanzel haben. Die Kirche wurde in Backstein ausgeführt und die Wände mit großen, doppelten Bogenfenstern durchbrochen, was dem Innenraum eine besondere Großzügigkeit verleiht. Das kuppelartige Mansarddach bekrönte Schmidt mit einem laternenförmigen Dachreiter. Die Kirche war bereits 1770 so weit fertiggestellt, dass sie geweiht werden konnte. Erster Pastor war Johann Christoph Friedrich Rist (1735–1807), ein Nachfahre von Johann Rist aus einer alten Hamburger Pastorenfamilie. Sein Sohn, Johann Georg Rist, beschrieb den Bau in seinen Lebenserinnerungen:

„Die Kirche, auf dem höchsten Punkt der Gegend gelegen, bildet ein Achteck und bietet mit dem viereckigen, regelmäßigen Kirchhofe, seinen Linden und der umgebenden Mauer von Feldsteinen für die Gegend ringsum einen freundlichen Gesichtspunkt. […] Das Pfarrhaus war fertig geworden, räumlich und nett, unter demselben Dach das Landhaus mit Kuh- und Pferdestall; einige Koppeln guten Landes und einige Wiesen waren dem Pfarrer angewiesen.“

## Ausstattung
Über dem Hauptportal und über der Kanzel erinnern kleine goldene Monogramme des dänischen Königs Christian VII. an den Initiator des Neubaus und damit auch an die Umstände, die zum Bau der spätbarocken Kirche geführt haben. Der Innenraum ist ganz in rosa und grauen Tönen gehalten, die Deckenschale in Ocker, und wird von einer hölzernen Empore umlaufen. Die Farbgestaltung ist das Ergebnis einer umfangreichen Restaurierung im Jahre 1986, bei der man unter anderem versuchte, die ursprünglichen Farben des Raumes wiederherzustellen.
Den Mittelpunkt des saalartigen Raumes bildet der festliche, von einer Orgel bekrönte Kanzelaltar, der bildlich die drei Hauptelemente einer evangelischen Kirche darstellen soll: Sakrament, Wort und Musik. Vor dem Altar schwebt ein hölzerner Engel, der in seinen Händen das Taufgefäß halten und für die Taufe herabgelassen werden kann. Der frei im Raum stehende Marmoraltar wurde vom Bildhauer Hans Kock gestaltet und ebenfalls im Rahmen der Renovierung 1986 aufgestellt. Der Altarsockel ist aus Marmor und zeigt eine Weintraube als Hinweis auf das Wort Jesu „Ich bin der Weinstock, ihr seid die Reben“ (Joh 15,5 ). Etwas unterhalb der Kanzel stehen an den Außenseiten des Altars zwei auffällige Holzfiguren von Moses und Johannes. Diese beiden Skulpturen stammen wie auch der Taufengel aus dem Jahr 1785 und wahrscheinlich von demselben, heute unbekannten Künstler. Das Abendmahlsbild unter der Kanzel ist eine Kopie von 1902 des bekannten Werkes Leonardo da Vincis.
Auf beiden Seiten des Altars befinden sich Sakristeien unterhalb der Empore. Seit 1977 hängt an der linken Empore ein Kruzifix aus der Zeit um 1700, das die Gemeinde als Dauerleihgabe des Museums für hamburgische Geschichte erhielt. Ein Auge Gottes ist in der Mitte der Kuppel dargestellt.
Die Kirche ist im Rahmen des Projektes Offene Kirche auch außerhalb der Gottesdienste für Besucher zugänglich.

## Orgel

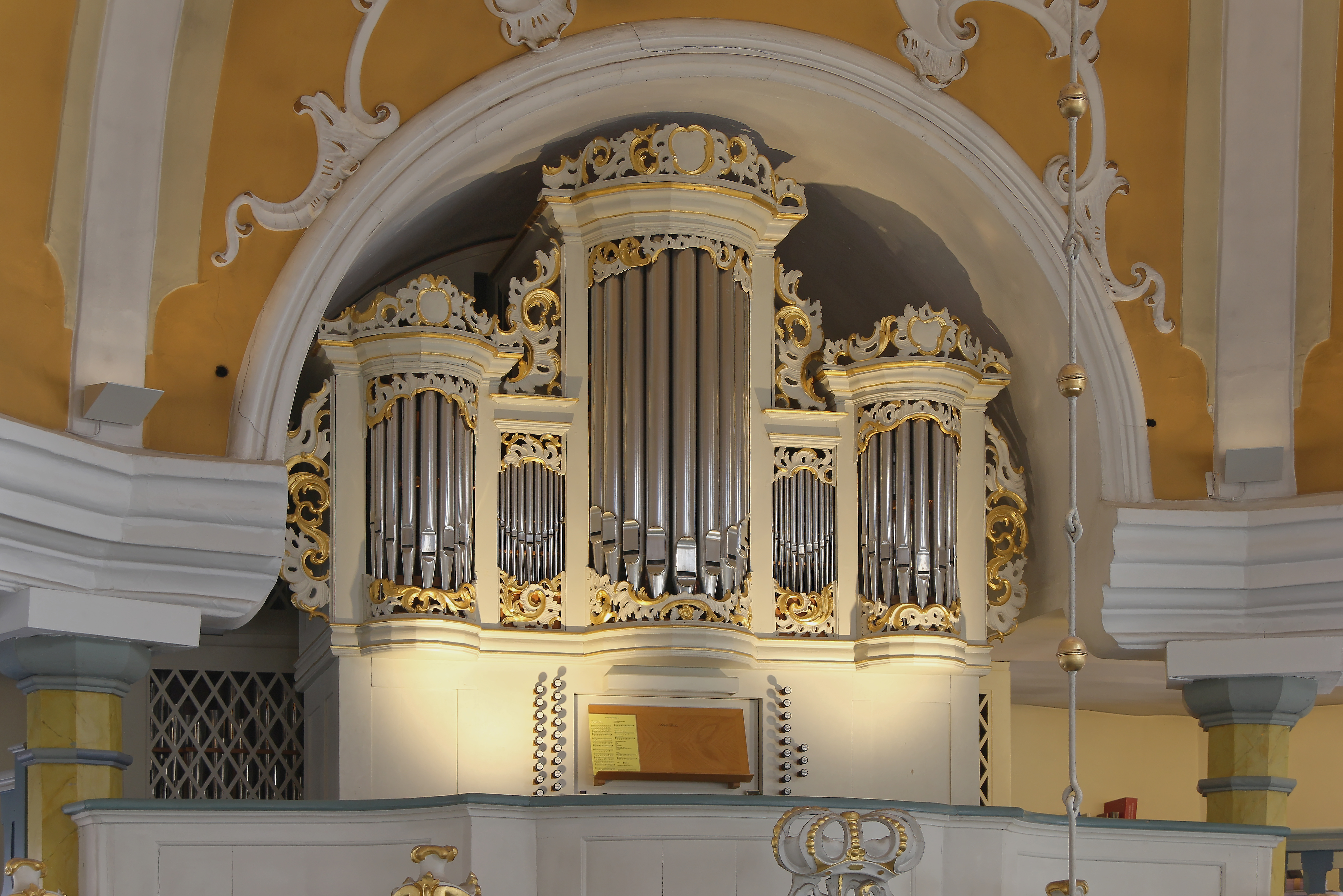
Orgel über dem Kanzelaltar

Die erste Orgel der Kirche wurde 1770 von Johann Daniel Busch errichtet. Ihr Prospekt ist erhalten. 1908 ersetzte man sie durch ein Instrument der Firma Marcussen & Sohn. Dieses wurde zwei Mal umgestaltet, zunächst 1937 durch die Firma Kemper, dann 1949 durch die Firma Walcker erweitert.
1969 wurde sie durch die bisher größte Orgel in der Kirche, ein Instrument der Firma Peter mit 36 Registern, ersetzt. Es stellte sich jedoch bald heraus, dass diese Orgel nur sehr unpräzise zu spielen war. Daher entschloss man sich 1993 zu einem weiteren Neubau unter Verwendung alten Pfeifenmaterials.
Die heutige Orgel wurde 1995 von der Firma Schuke in Berlin errichtet und zeitgleich der historische Prospekt restauriert. Das Instrument wurde 2012 von der Erbauerfirma generalüberholt. Die Disposition lautet:
| I Hauptwerk C–g3 |                   |    |
| 1.               | Prinzipal         | 8′ |
| 2.               | Gedackt           | 8′ |
| 3.               | Holzflöte         | 8′ |
| 4.               | Oktave            | 4′ |
| 5.               | Traversflöte      | 4′ |
| 6.               | Oktave            | 2′ |
| 7.               | Cornett V (ab f0) |    |
| 8.               | Mixtur V          | 2′ |
| 9.               | Trompete          | 8′ |
|                  | Tremulant         |    |

| II Schwellwerk C–g3 |                   |        |
| 10.                 | Bordun            | 16′    |
| 11.                 | Hohlflöte         | 8′     |
| 12.                 | Gambe             | 8′     |
| 13.                 | Schwebung (ab c0) | 8′     |
| 14.                 | Prinzipal         | 4′     |
| 15.                 | Rohrflöte         | 4′     |
| 16.                 | Nasard            | 2 ⁄3′  |
| 17.                 | Sifflöte          | 2′     |
| 18.                 | Terz              | 1 3⁄5′ |
| 19.                 | Quinte            | 1 ⁄3′  |
| 20.                 | Mixtur IV         | 1 ⁄3′  |
| 21.                 | Oboe              | 8′     |
|                     | Tremulant         |        |

| Pedal C–f1 |                |       |
| 22.        | Subbaß         | 16′   |
| 23.        | Oktavbaß       | 8′    |
| 24.        | Gedacktbaß     | 8′    |
| 25.        | Choralbaß      | 4′    |
| 26.        | Hintersatz III | 2 ⁄3′ |
| 27.        | Posaune        | 16′   |
| 28.        | Trompete       | 8′    |
| 29.        | Clarine        | 4′    |

- 3 Normalkoppeln: II/I, I/P, II/P
- Spielhilfe: Setzer-Anlage mit 2 Ebenen à 4×8 Kombinationen
- Zimbelgeläut (seit 2009)

Bis zu seiner Berufung zum neuen Landeskirchenmusikdirektor im Juni 2008 war Hans-Jürgen Wulf Kantor und Organist der Kirche. Seine Nachfolgerin bis Juli 2019 war Gudrun Sonja Fliegner, auf die 2020 Finnegan Schulz folgte.

## Die Niendorfer Friedhöfe
Direkt an der Kirche beginnt der Alte Niendorfer Friedhof. Auf dem rund fünf Hektar großen Gelände finden sich neben einem alten Baumbestand viele Familiengruften und kunstvolle Grabmale aus den vergangenen Jahrhunderten. Auch ein Mausoleum in den Formen der Neorenaissance ist vorhanden. Seine Erweiterung ist der deutlich größere Neue Niendorfer Friedhof, der durch zwei große Straßen vom Kirchengelände getrennt ist.

## Fotografien und Karte
Koordinaten: 53° 37′ 2″ N, 9° 56′ 57″ O

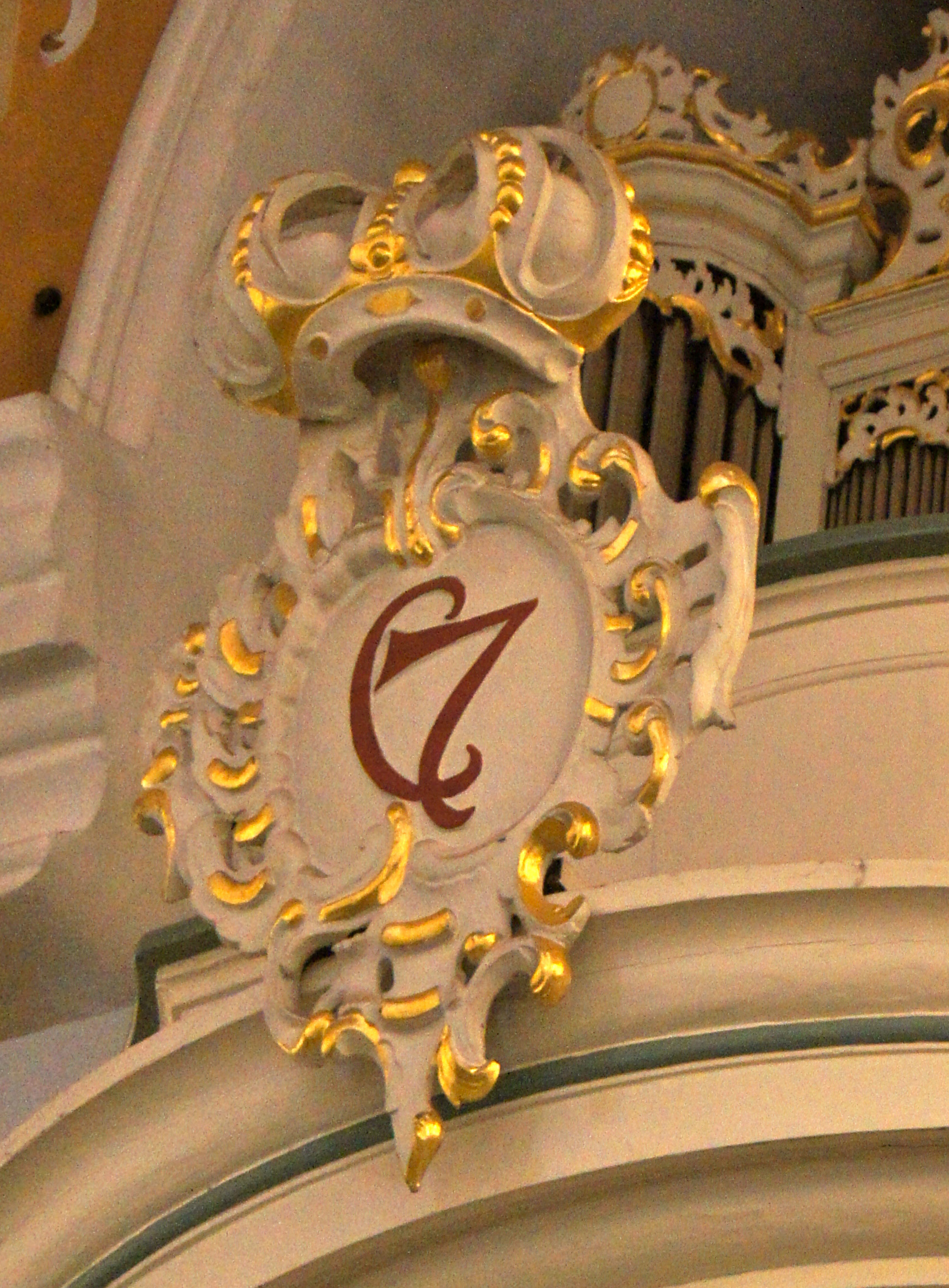
Monogramm des dänischen Königs an der Orgelempore
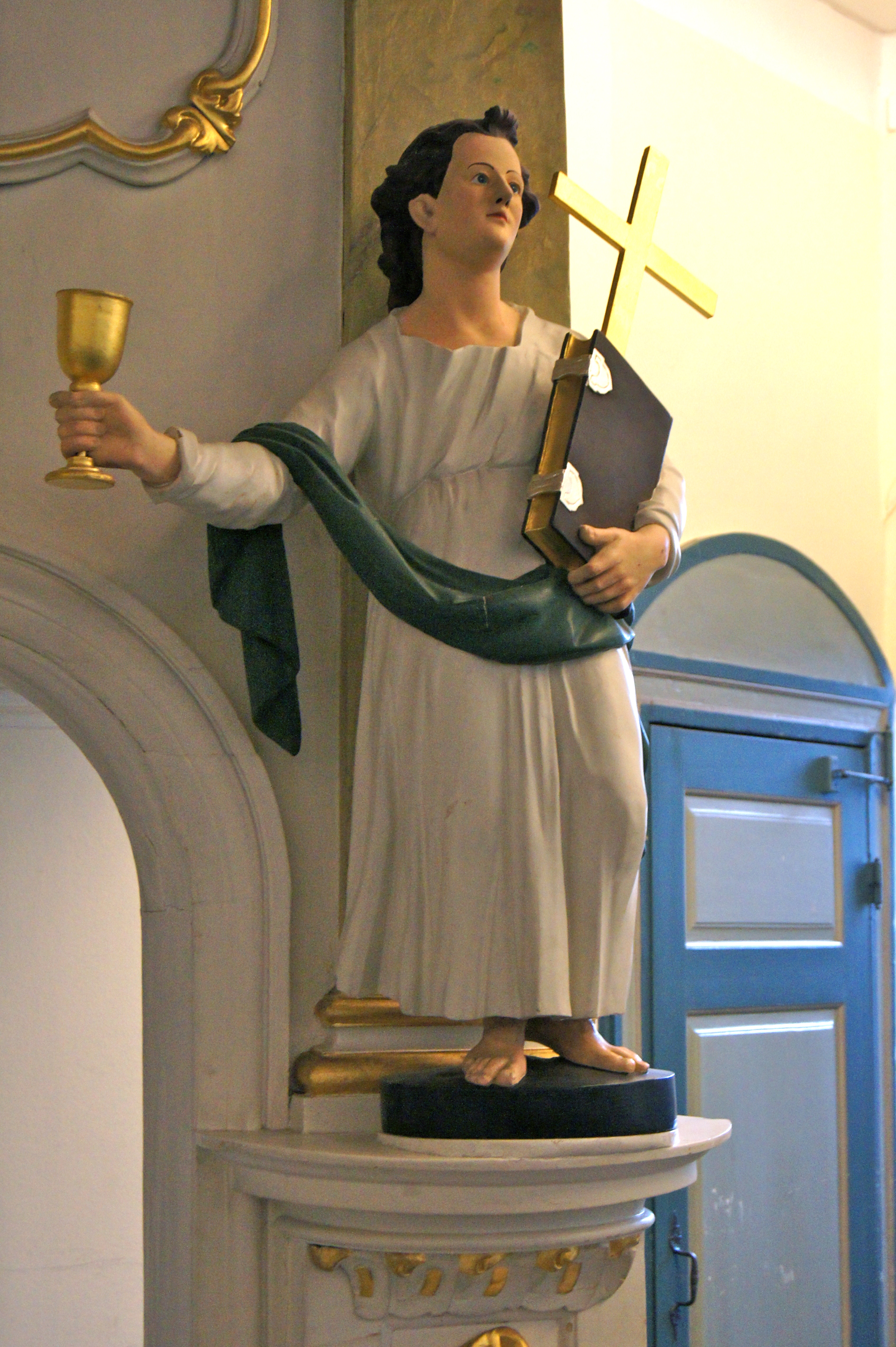
Statue des Evangelisten Johannes am Altar
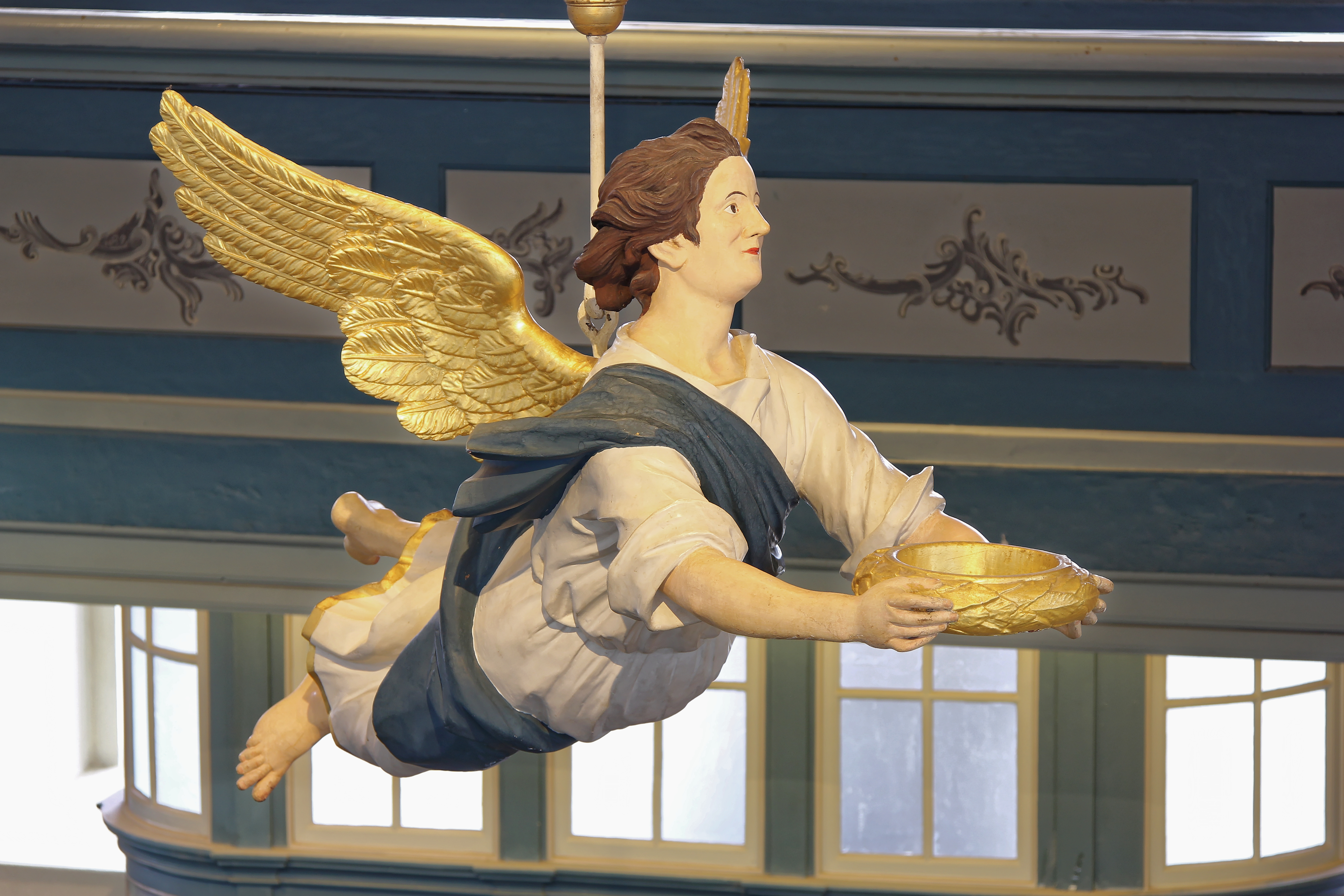
Taufengel
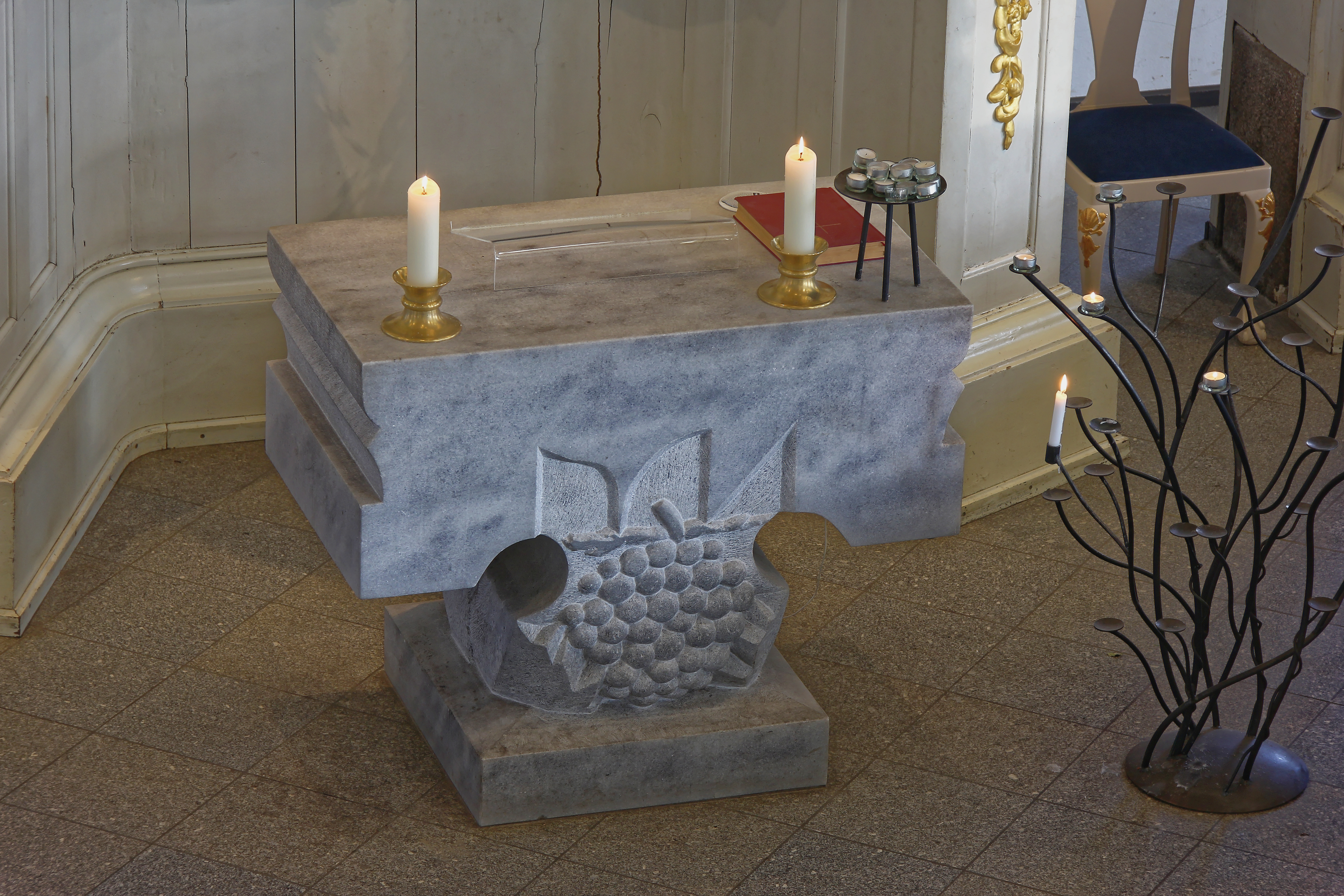
Altar